# Бомбейское президентство
Бомбейское президентство (англ. Bombay Presidency, маратхи: मुंबई प्रांत) — одна из провинций Британской Индии. Была образована в XVII веке как торговый пост Британской Ост-Индской компании. Впоследствии территория была значительно расширена, занимая почти весь запад Индии и некоторые прилегающие территории.
Во время своего наибольшего расширения территория президентства включала территорию современного индийского штата Гуджарат, почти полностью территорию Махараштры, северо-запад Карнатаки, а также часть современной пакистанской провинции Синд и территорию Аден в Йемене. Президентство состояло как из округов, находившихся напрямую под британским правлением, так и из княжеств, управляемых местными правителями под администрацией губернатора.
Общая территория составляла 488 850 км² (не включая Аденское поселение), из которых 318 530 км² были под прямым британским правлением. Население территории на 1901 год составляло 25 468 209 человек, из которых 18 515 587 человек жили на британской территории и 6 908 648 человек на территории местных княжеств. По данным на тот же 1901 год, 78,2 % населения исповедовали индуизм; 17,9 % — ислам; 2,1 % — джайнизм.
После объявления независимости в 1947 году Синд стал частью Пакистана, остальная часть президентства стала индийским штатом Бомбей, который в 1960 году разделился по языковому признаку на Махараштру и Гуджарат.

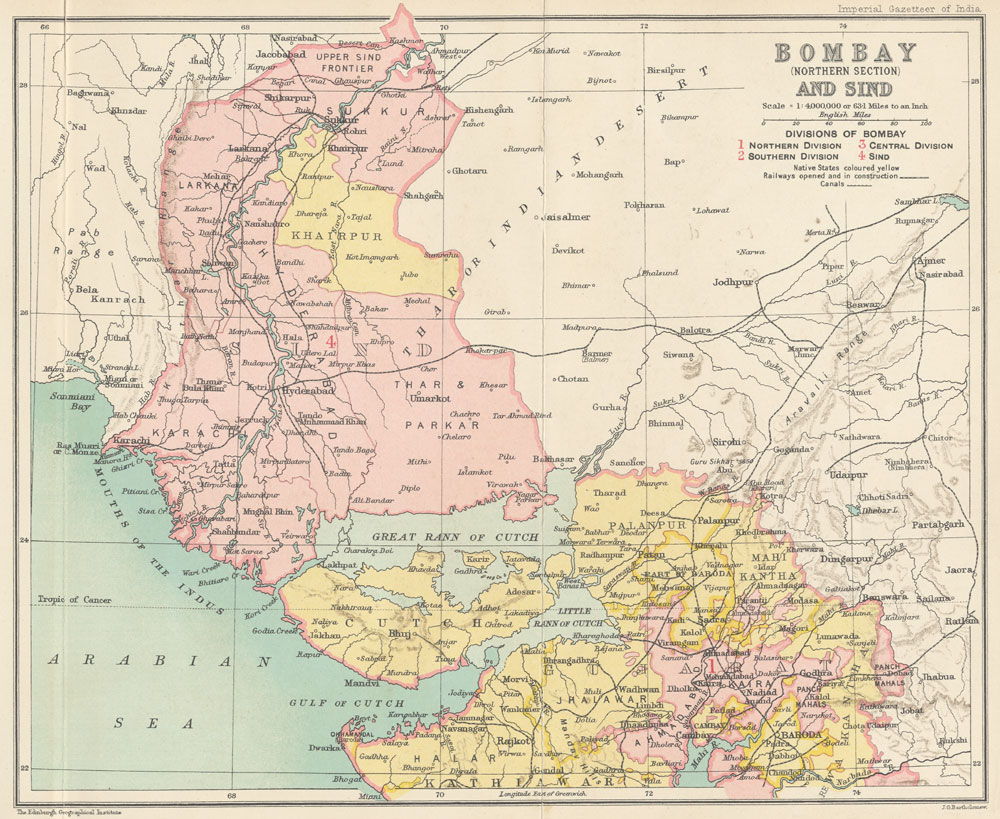
Северная часть президентства, 1909 год
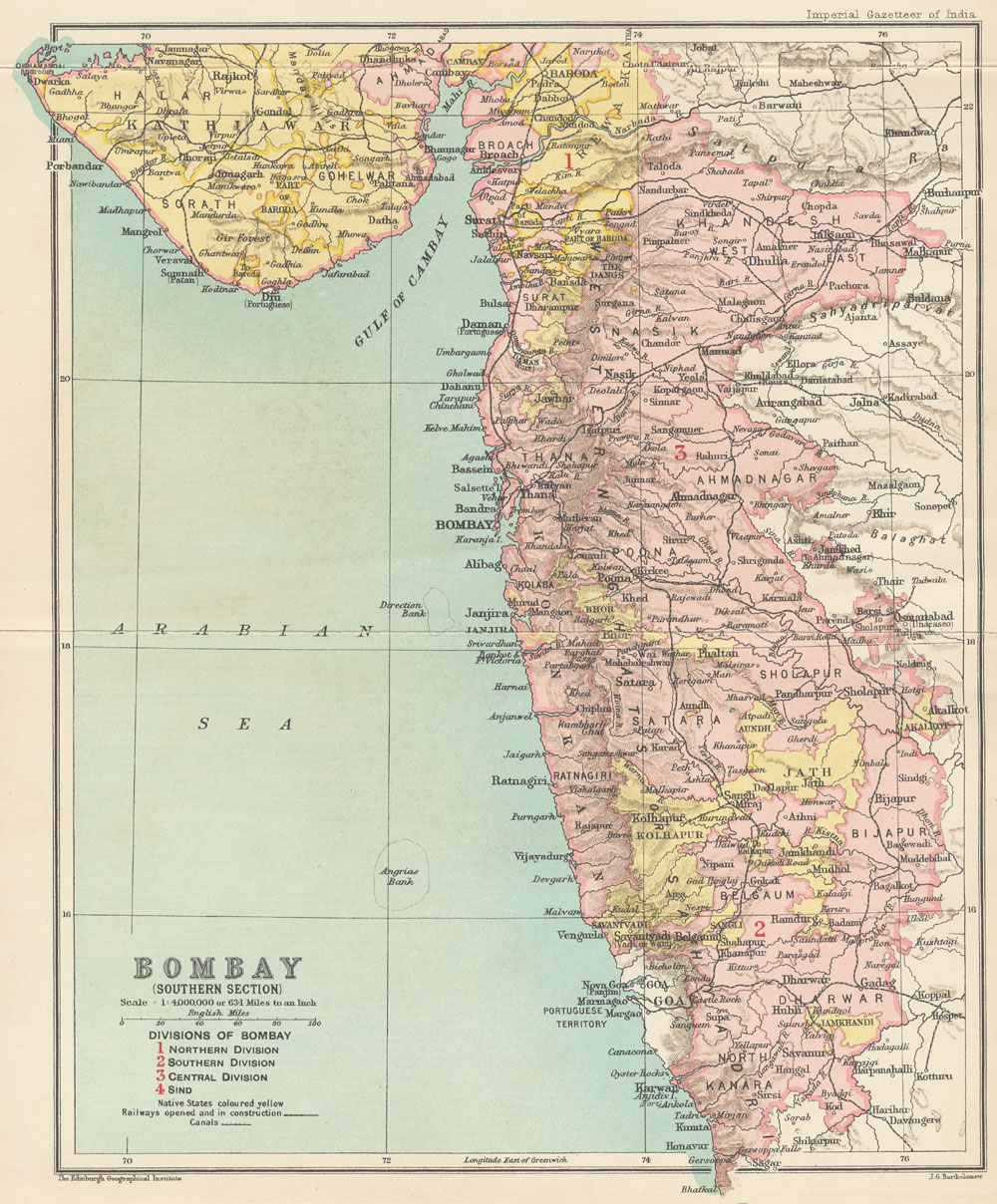
Южная часть президентства, 1909 год